# 41e congrès de la Confédération générale du travail
Pour les articles homonymes, voir Congrès de Lille.
Le 41e congrès de la CGT s’est tenu à Lille du 13 au 18 juin 1982. La CGT y élit un nouveau secrétaire général, en la personne de Henri Krasucki, qui succède à Georges Séguy.

## Déroulement du congrès
Ce congrès, ouvert par le premier ministre socialiste Pierre Mauroy, se déroule dans une période difficile pour la CGT dont l’alignement sur le PCF a été contesté par plusieurs des membres du bureau confédéral élu au 40e congrès. Bien que prenant soin de ne pas nommer une direction unicolore (un militant socialiste comme Gérard Gaumé est reconduit et André Deluchat y fait son entrée), la CGT est très nettement reprise en main sous l’impulsion du PCF dans le soutien au gouvernement d’union de la gauche, alors même que la crise de l’industrie notamment sidérurgique commence à être contestée et que la CGT laisse passer le train du redéploiement du syndicalisme vers les services pour compenser le déclin de l’industrie. Il est vrai que la préparation de ce 41e congrès de la première centrale syndicale de France se situe dans le même temps que sont enclenchées les premières mesures d’austérité du gouvernement de gauche. Le soutien jusqu’alors affiché, de la CGT, envers les réformes initiées dans la foulée de la victoire électorale de la gauche au printemps 1981, commence à être remis en cause par une partie des militants syndicalistes. Cela se traduit au cours du congrès, lors de l’élection de la Commission exécutive (CE) de la centrale syndicale. Deux des candidats, militants connus pour leur appartenance au parti socialiste obtiennent des suffrages moins nombreux (993 000 et 926 000 voix), que l’ensemble des candidats (dont les scores s’établissent aux alentours de 1 110 000 voix).  
Les votes sur les différents documents d’orientation de la confédération syndicale montrent un unanimisme propre à mettre en doute le mode de désignation des quelque 1 767 délégués au congrès ; la pluralité, effective et vivante à la base de la CGT, se fraie difficilement un chemin jusqu’au congrès. 
Le vote sur le document d’orientation, sorte de charte pour l’action syndicale jusqu’au congrès suivant, donne les résultats suivants : les congressistes sont porteurs de 1 122 268 voix ; 4 125 voix ne prennent pas part au vote. Sur les 1 116 143 voix portées par les délégués participants au vote, 1 102 657 voix se prononcent pour, soit 98,62 %, 4 562 voix se prononcent contre (0,41 %), et 10 924 s’abstiennent (0,98 %).
Bureau confédéral élu : Henri Krasucki, secrétaire général ; Gérard Alezard, Lydia Brovelli, Ernest Deiss, André Deluchat, Johannès Galland, Gérard Gaumé, Pierre Gensous, Bernard Lacombe, Jean-Claude Laroze, René Lomet, Jacqueline Léonard, Jeanine Marest, Alain Obadia, Thérèse Poupon, Alphonse Veronèse, Louis Viannet, Michel Warcholak.
Fort de dix-huit membres, jamais le bureau confédéral n’a été aussi nombreux. Si sa composition respecte formellement la parité traditionnelle entre non communistes et membres du PCF, parmi ces derniers ne subsistent aucun contestataire ou « rénovateur ». Les trois membres sortants sont Georges Séguy, officiellement pour prendre sa retraite professionnelle, André Allamy, et Livio Mascarello. Du bureau élu quatre ans plus tôt, à Grenoble ne subsistent que huit membres.

## Nouveaux entrants au bureau confédéral
Si les membres cooptés entre les deux congrès – Alphonse Veronèse, Jacqueline Léonard, Gérard Alezard et Bernard Lacombe – sont réélus, on note la première élection de Lydia Brovelli, André Deluchat, Alain Obadia, Thérèse Poupon et de Louis Viannet.

### André Deluchat
Né le 10 mai 1944 à Le Grand-Bourg (Creuse), André Deluchat est un syndicaliste français des PTT. Il a été membre du bureau confédéral de la Confédération générale du travail (CGT) de 1982 à 1995.
Fils d'agriculteur, entré aux PTT à Paris, par le concours des agents en 1965, André Deluchat est ensuite promu contrôleur. Il travaille dans le Val-de-Marne, au bureau de poste du Marché international de Rungis. Adhérent de la CGT, il participe activement au mouvement de grève de 1974 aux PTT, il est en 1978 élu au secrétariat de l'Union départementale des syndicats CGT du Val-de-Marne. À ce poste, il est remarqué par les responsables confédéraux:  membre du Parti socialiste, il participe à une structure syndicale importante dans un département où l'influence du Parti communiste français est très forte. Or depuis 1977 la CGT subit les contrecoups des débats conflictuels nés de la rupture entre les partis de gauche signataires du Programme commun de gouvernement. Le Bureau confédéral de la Confédération générale du travail, où existe une parité de nombre entre communistes et non communistes est particulièrement affecté par ces remous. En octobre 1981 deux de ses membres, communistes en désaccord avec la direction du PCF démissionnent, Christiane Gilles et Jean-Louis Moynot, et deux autres, René Buhl, Jacqueline Dervilly-Lambert, de sentiments socialistes, avaient fait  de même en décembre 1980. D'autres encore, Livio Mascarello, René Duhamel, non communistes, sont atteints par la limite d'âge et sont plus ou moins volontairement non candidats à une réélection, lorsque arrive en juin 1982 l'échéance du 41e congrès de la centrale syndicale.
Bien que non membre jusqu'alors de la Commission exécutive de la Confédération, le socialiste André Deluchat est proposé pour faire partie de la Direction nationale de la CGT, tant en raison de ses compétences, que pour respecter la diversité politique des dirigeants du premier syndicat français. Cette élection ne va pas sans grincements : lors de l'élection de la nouvelle commission exécutive, André Deluchat, comme la plupart des militants connus pour appartenir au Parti mitterrandien, recueille moins de suffrages que ses collègues. Quand il est proposé que André Deluchat, âgé de 38 ans, entre au Bureau confédéral, le présentateur de sa candidature souligne qu'il a su " dans la période de turbulences que nous avons connue, rester un cégétiste" bénéficiant de "l'estime" de ses camarades. Parmi les autres promus de juin 1982, figure un autre postier, Louis Viannet.
Au Bureau confédéral, André Deluchat est responsable du secteur "Emploi", avant de succéder en 1992 à Jean-Claude Laroze à la Direction de « l'organe officiel bimensuel de la Cgt », Le Peuple. Depuis 1945, il était en effet de tradition que cette publication soit dirigée par un non-communiste. Si l'audience du Peuple est  essentiellement interne à la CGT, cette revue joue le rôle clé de publication des débats internes et des décisions de la Confédération.
Au sein de la CGT, André Deluchat est de ceux  qui réclament une meilleure adaptation du syndicalisme aux mutations de la société française.  Il intervient en ce sens lors du 42e Congrès en décembre 1985. Comme en 1982, les socialistes André Deluchat et Gérard Gaumé,  obtiennent lors de l'élection à la CE  un nombre de voix inférieur à celui de leurs camarades du bureau confédéral: 660 400 voix pour eux, 744 000 voix pour les autres. Il intervient à nouveau pour le renforcement du pluralisme interne, dans le cadre de la discussion du 43e Congrès de la CGT tenu à Montreuil en mai 1989. Lorsque vers 1990-1991, les débats sur l'orientation de la CGT s'exaspèrent, il intervient vivement : « ouvrons les portes en grand, sans qu'un pied soit en attente pour les refermer ».
André Deluchat quittait en 1995 ses responsabilités syndicales nationales pour des candidatures à des mandats électoraux politiques. Il reprenait alors son activité professionnelle en tant que cadre au siège de La Poste.
Militant socialiste, il est élu membre du  comité directeur du PS de 1986 à 1993  puis du Mouvement des citoyens. Ensuite en 1995, il est élu adjoint au maire de Chevilly-Larue, sous l'étiquette du Mouvement des Citoyens puis de la Gauche républicaine et sociale. Il participe à la création de la Gauche républicaine en 2004 puis du MARS-GR (Mouvement pour une Alternative Républicaine et Socialiste - Gauche Républicaine) en 2007 et participe au secrétariat national. Réélu en 2008, il est adjoint au maire chargé des finances, des transports et de la démocratie participative. Avec son parti le MARS-GR, cofondateur du Parti de gauche, en novembre 2008, il a adhéré au PG. Il est membre du conseil national de son parti et est l'un de ses deux animateurs en Val-de-Marne.

### Louis Viannet
Louis Viannet est né le 4 mars 1933, à Vienne (Isère). Secrétaire général de la Confédération générale du travail de 1992 à 1999, cet ancien secrétaire général de la fédération des PTT a amorcé le renouveau de la CGT et sa prise de distance d'avec le PCF en quittant le bureau national de ce Parti en 1996.
Il débute aux PTT au début de l'année 1953. Il suivait un cours de formation professionnelle à Paris, quand à l'été 1953, des grèves  secouaient l'ensemble des services publics français. C'était au cours de ces événements qu'il adhère à la CGT, suivant un cela l'exemple de son père, qui participait activement à ce mouvement social inédit, qui partit d'une grève locale aux PTT, affectait la plupart des services et des entreprises publics

Sorti des grèves de 1953 "en ayant la conviction que sa vie serait consacrée au militantisme", Louis Viannet occupait progressivement des postes de responsable syndical plus élevés.
- En 1962, il est secrétaire du syndicat des  PTT du Rhône.
- En 1967, il entre au bureau fédéral de la Fédération CGT des PTT.
- En 1972, il est élu secrétaire général adjoint de cette Fédération des PTT.
- En 1974, lors du conflit social majeur qui affectèrent les PTT et le pays durant six semaines, en octobre et novembre, il fut parmi les  principaux intervenants de la fédération CGT des PTT dans l'animation des meetings, la centralisation des revendications, puis dans les négociations menées avec le ministère des PTT.
- En février 1979, il succédait à Georges Frischmann, en étant élu au secrétariat général de cette Fédération, lors de son XXIVe Congrès.

Membre de la Commission exécutive de la CGT depuis 1972, il est élu  au Bureau confédéral de la CGT en juin 1982, lors du (41e Congrès). Il quittait la direction de la Fédération des PTT à la fin de cette année 1982.

Au Bureau confédéral une tâche de premier ordre lui était dévolue : il succédait à Henri Krasucki au poste de directeur de l'hebdomadaire de la CGT, la Vie ouvrière. Durant dix années, Louis Viannet faisait figure d'orthodoxe. «  J'ai été élu avec l'étiquette du stalinien de service qui allait mettre de l'ordre dans la maison », confiait-il au moment de son départ". Le contexte de son élection à la direction de la Confédération pouvait donner à croire en un déclin d'une CGT incapable de renouveler son discours et sa pratique. Or les six années du mandat de Louis Viannet se soldaient, lorsqu'il quittai son poste, en février 1999, par un bilan tout autre. 
Le mouvement social de l'hiver 1995 permet à la CGT de renouveler ses thèmes, de dynamiser son image et de renouveler ses militants. C'est une des figures emblématiques du conflit, Bernard Thibault assure la succession de Louis Viannet, lors du 46e Congrès de la CGT en février 1999. 
Adhérent au PCF depuis 1953, son engagement politique se limitait au Comité fédéral du Rhône, dont il était membre depuis 1967, jusqu'à son accession au Comité central du PCF, en février 1976. Permanent syndical, il était alors présenté comme " militant syndicaliste, fédération de Paris" La perte d'audience du PCF rendait de plus en plus inconfortable la double appartenanceLouis Viannet franchissait le pas en annonçant dans le cadre de la préparation du 29e Congrès de son Parti (décembre 1996 )qu'il renonçait à siéger au Bureau politique du PCF. À la surprise des observateurs, c'était un homme jusqu'alors réputé pour son alignement, qui mettait ainsi fin à une tradition cégétiste qui perdurait depuis 1945

### Lydia Brovelli
Lydia Brovelli , accède lors du 41e congrès à la Commission Exécutive de la CGT en même temps qu'elle est élue au Bureau confédéral. Âgée de 32 ans elle est, en 1982, avec Alain Obadia  la plus jeune membre de cette instance rajeunie. Elle quitte le Bureau confédéral en mars 2001, pour devenir conseillère sociale de l'ambassade de France à Dakar.
De père italien, originaire de la province de Bergame, artisan tailleur, et de mère normande, Lydia Brovelli, (née Zumelli à Fontenay-sous-Bois en 1949), passe son enfance à Nogent-sur-Marne (Val-de-Marne en banlieue parisienne). Elle est étudiante en Droit, quand surviennent les événements de Mai 1968. Elle participe aux grandes manifestations et aux assemblées dans les amphithéâtres universitaires. Adhérente à l'Unef, elle dit ne pas y avoir milité
Licenciée en Droit, Lydia Brovelli entrait dans un emploi de cadre dans une compagnie d'assurances. Elle adhérait à la CGT en 1972. C'est à (l'UGICT), la structure de la CGT au sein de laquelle militent les cadres et ingénieurs cégétistes, qu'ont lieu les débuts de la montée syndicale de Lydia Brovelli. En 1982 elle fait partie du Bureau national de cette organisation. En même temps elle accède, en 1981, au secrétariat de la Fédération Cgt des secteurs financiers.

Au bureau confédéral de la Cgt, elle était tout d'abord responsable du secteur « Enseignement ». En 1992, elle succède à Pierre Koehler, chargé de l'administration financière de la Confédération. Elle le restait jusqu'en janvier 2001. Entretemps elle avait été désignée pour siéger au Conseil économique et social. Dans cette Assemblée, en 1999 elle accédait à la Présidence de la section du Travail. Elle était la première femme à présider cette importante section. 

Dans les positionnements et les débats internes au sein de la CGT, Lydia Brovelli a été classée par certains, parmi les "modernistes". Outre son activité de dirigeante syndicale, ou plutôt considérant comme en faisant partie, Lydia Brovelli est intervenue avec force en faveur de mesures pour les femmes, dont la sous-représentation dans les instances économiques et syndicales devait interpeler les manières de militer. À ce titre elle a participé à de nombreux colloques et contribué à plusieurs ouvrages. 
Mère de deux enfants. Elle meurt à Paris le 8 avril 2023

### Alain Obadia
Alain Obadia, né à Paris (18e) le 15 décembre 1949, cadre à la RATP, secrétaire général de l'UGICT-Cgt (Union générale des ingénieurs, cadres et techniciens Cgt) de 1982 à 1992, membre du Bureau confédéral de la Cgt de 1982 à octobre 1994, date où il démissionne de cette fonction. Membre du Comité central du Parti communiste français en 1982, il quitte cet organisme en janvier 1994. Il réintègre le Comité national de ce Parti en 2001 puis il est élu au Comité exécutif du PCF lors du 32eme Congrès  tenu en avril 2003. Il y est confirmé depuis lors.

Autres pièces du parcours :
- 1997-1999, membre du cabinet du Ministre de l'Emploi et de la solidarité.
- 1999-2002, conseiller du Président de la RATP
- 2002-2007, mission de recherche sociale dans l'entreprise RATP
- membre du Conseil économique, social et environnemental, nommé par le Président de la République[23], en septembre 2004, au titre des "personnalités qualifiées" dans le domaine économique, social, scientifique ou culturel[24].

voir la notice détaillée de Alain Obadia

### Thérèse Poupon
Laborantine, Thérèse Poupon, née à Paris en 1939, travaille dans des entreprises de la région lyonnaise, puis à Montluçon avant de gagner Compiègne dans l'Oise où elle est salariée d'une importante usine chimique et pharmaceutique occupe des responsabilités syndicales dans les Unions départementales Cgt de l'Allier, puis de l'Oise, avant de rejoindre la structure centrale de son syndicat, à Montreuil. Elle est responsable dans ce qui est appelé « secteur féminin » . Accédant au Bureau confédéral en 1982, elle est chargée du secteur social de la Confédération. Réélue lors du 42e Congrès, elle quitte le Bureau confédéral au Congrès suivant, "pour raison de santé".